# 清川はやみ
清川 はやみ（きよかわ はやみ）は、元宝塚歌劇団男役（元月組副組長）。京都府京都市出身。同志社高等女学校出身。芸名は自分で考案。宝塚歌劇団時代の愛称はエミちゃん。

## 来歴・人物
1935年、25期生として、宝塚歌劇団に入団。宝塚入団時の成績は104人中91位。
初舞台公演演目は『ラ・ロマンス』。
1958年?から1960年?まで月組副組長を務める。
1981年に宝塚歌劇団を退団。

## 宝塚歌劇団時代の主な舞台
- 『南の哀愁』ジョテファ 役（1947年）
- 『レインボー・タカラヅカ』手品師 役（1965年）
- 『シンデレラ・イタリアーナ』ティスベ 役（1966年）
- 『千姫』坂崎出羽守 役（1968年）
- 『ラブ・パレード』リッツブルグ夫人 役（1969年）
- 『人魚姫』祖母 役（1971年）
- 『虞美人』殷通 役（1974年）
- 『長靴をはいた猫』オノール大王 役（1976年）
- 『風と共に去りぬ』ミード博士 役（1977年、1978年）
- 『隼別王子の叛乱』麻奴 役（1978年）
- 『遙かなるドナウ』ウェルナー 役（1978年、1979年：新宿コマ劇場）

## 映画出演
- 太夫さんより 女体は哀しく（1957年：東宝）[2]